# کامران فانی
کامران فانی (۲۵ فروردین ۱۳۲۳، قزوین) نویسنده، مترجم، کتابدار و نسخه‌پژوه ایرانی و عضو پیوسته‌ی فرهنگستان زبان و ادب فارسی و عضو هیئت علمی دانشنامه تشیع است.

## زندگی

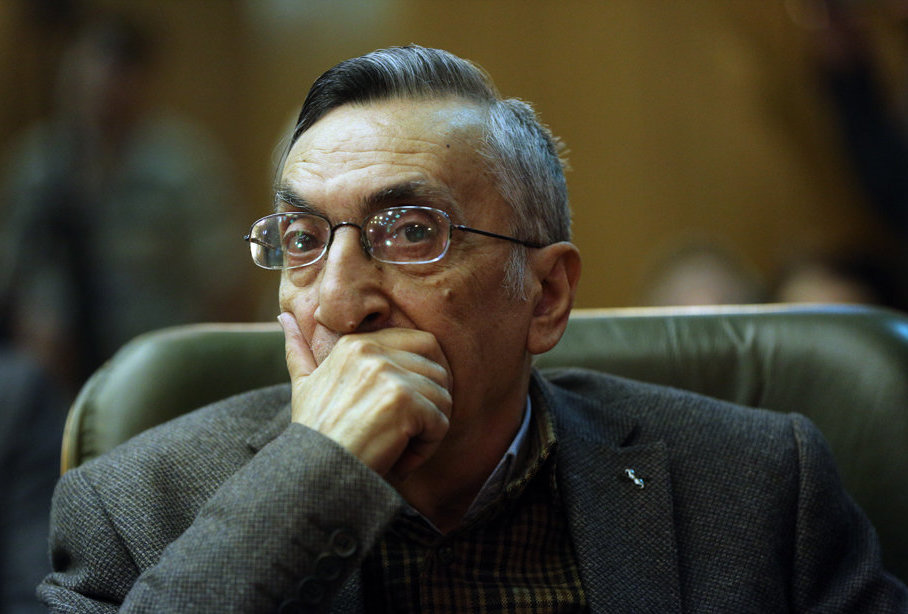
کامران فانی در مراسم بزرگداشت داریوش شایگان ۱۳۹۷

کامران فانی در سال ۱۳۴۱ وارد دانشکده‌ی پزشکی دانشگاه تهران شد، اما پس از دو سال تغییر رشته داد، تا در رشته‌ی زبان و ادبیات فارسی درس بخواند. در سال ۱۳۴۷ به همراه قدمعلی سرامی، بهاءالدین خرمشاهی، سعید حمیدیان و جواد برومند سعید از دانشکده‌ی ادبیات دانشگاه تهران فارغ‌التحصیل شد. در دانشگاه تهران از محضربزرگانی چون عبدالحسین زرین‌کوب، ذبیح‌الله صفا، دکتر حسن مینوچهر، پرویز ناتل خانلری، بدیع‌الزمان فروزانفر، جلال‌الدین همایی و بهرام فره‌وشی بهره برد. کامران فانی در سال ۱۳۵۲ از دانشکده علوم تربیتی دانشگاه تهران فوق لیسانس علوم کتابداری و اطلاع‌رسانی گرفت. او از سال ۱۳۵۹ در کتابخانۀ ملی ایران کار می کند و عضو هیئت علمی، مشاور ریاست و عضو شورای عالی مشاوران این کتابخانه است. فانی همچنین عضو هیئت امنای کتابخانه مجلس و عضو شورای عالی مرکز دائرةالمعارف بزرگ اسلامی است. 
در سال ۱۳۸۶ از برگزاری مراسم بزرگ داشت برای کامران فانی جلوگیری شد. ولی در سال ۱۳۹۴ بزرگداشت وی در کتابخانه ملی ایران با حضور مقامات رسمی و چهره های علمی برگزار شد. 

## آثار
- آدم‌های ماشینی: روبات‌ها، کارل چاپک (ترجمه)
- جنگ جهانی اول و دوم
- خطابهٔ پوشکین، داستایوسکی (ترجمه)
- دانشنامهٔ کودکان و نوجوانان
- دائرةالمعارف تشیع (نویسنده و ویراستار)
- رده‌بندی تاریخ ایران
- رده‌بندی فلسفهٔ اسلامی
- زردشت، سیاستمدار یا جادوگر؟، هنینگ (ترجمه)
- سرعنوان‌های موضوعی فارسی
- سلوک روحی بتهوون، سالیوان (ترجمه)
- علم در تاریخ، جان برنال (ترجمه)
- فرهنگ موضوعی قرآن
- سه خواهر، آنتوان پاولوویچ چخوف، کامران فانی (مترجم)، سعید حمیدیان (مترجم)، تهران: قطره
- مرغ دریایی، آنتوان چخوف (ترجمه)
- موش و گربه، گونترگراس (ترجمه)
- سرپرستی دانشنامه کودکان و نوجوانان (در ۱۰ مجلد)
- سرپرستی دائرةالمعارف دموکراسی (در سه جلد) به عهده داشته‌است.
- مشارکت در دائرةالمعارف کتابداری و اطلاع‌رسانی
- مشارکت در تألیف و ویرایش فرهنگنامه کودکان و نوجوانان
- مشارکت در زندگینامه علمی دانشوران
- یکی از سه سرپرست [[دائرةالمعارف تشیع]] هست که تاکنون ١٥ جلد آن تا آخر حرف «م» منتشر شده‌است.

سرپرست دائرةالمعارف دانش گستر در ۱۸ جلد